# Bump
O Bump é uma forma de dança criada na década de 1970 nos Estados Unidos. Dois parceiros, geralmente um homem e uma mulher, batem os quadris um contra o outro ao ritmo da música. Às vezes, a dança pode ser mais sugestiva, com a dançarina batendo o quadril contra a virilha do dançarino. Por esta razão, acredita-se que este seja o precursor da dança erótica. 